# Баррету, Франсишку
Франсишку (ди) Баррету, порт. Francisco (de) Barreto (1520, Фару, Португалия — 9 июля 1573, территория современного Мозамбика) — португальский военный и землепроходец. В молодости служил офицером в Марокко, затем в Португальской Индии, где впоследствии был назначен на должность губернатора (вице-короля). После возвращения в Лиссабон ему было поручено возглавить экспедицию на юго-восток Африки в поисках золотых копей, которые он так и не обнаружил и умер в походе от болезни.

## Молодость
Прошёл ранние этапы военной карьеры в Марокко, где дослужился до звания капитана, позднее стал губернатором Аземмура близ Касабланки.

## Вице-король Гоа
В 1547 г. приплыл в Португальскую Индию. В июне 1555 г. назначен на должность вице-короля колонии после смерти прежнего, Педру ди Машкареньяша. По случаю его вступления в должность была поставлена пьеса Луиса Камоэнса «Филодему». Позднее Баррету выслал поэта в Макао за сатирическое сочинение Disparates da Índia.
15 марта 1556 г. к нему прибыл предполагаемый Католический патриарх Эфиопии вместе с посольством, которое возглавлял Фернанду ди Соуза ди Каштеллу Бранку. Баррету обладал более точной и свежей информацией о состоянии дел в Эфиопии, поэтому он настоял на том, чтобы большая часть делегации задержалась у него, а путешествие продолжил лишь епископ Андре ди Овьеду со спутниками, который в марте 1557 г. высадился в Аркико, а вскоре османы захватили этот порт.
Как пишет Роберт Керр в своей «Общей истории о собрании путешествий и странствий», прежний губернатор, Машкареньяш, в попытках приобрести союзника в регионе, поддержал узурпатора в борьбе против Адель-хана, короля Висапура. Отправив ему на помощь солдат, Машкареньяш вскоре умер, но Баррету продолжал поддерживать узурпатора вплоть до его пленения. В 1557 г. выиграл сражение против войск Адель-хана близ Понды.

## Возвращение в Лиссабон
В 1558 г. Конштантину ди Браганса сменил Баррету в должности, и последний отправился в Лиссабон на борту корабля Águia 20 января 1559 г. Корабль перенёс сокрушительный шторм, остановился на ремонт в Мозамбике и снова отправился в путь 17 ноября того же года. Вскоре после этого, однако, в днище корабля образовалась течь, и он вновь вернулся в Африку.
Баррету вернулся в Гоа на другом корабле, истощённый жаждой во время путешествия. Вскоре он снова отправился в Лиссабон на борту корабля São Gião, который достиг столицы в июне 1561, через 29 месяцев после первого отправления.
В 1564 г. испанский король Филипп II обратился к Португалии за помощью в захвате Пеньон-де-Велес-де-ла-Гомера, острова у побережья Марокко. Португалия направила ему на помощь флот под командованием Баррету в составе галеона и 8 каравелл, с участием испанского флотоводца Гарсия де Толедо. В течение 2 дней флоту удалось овладеть фортом.

## Экспедиция в Мономотапу
После возвращения Баррету в Португалию король Себастиан поручил ему возглавить экспедицию в Мономотапу (Великое Зимбабве), чтобы захватить легендарные золотые копи империи. Как сообщает историк Диогу ди Коуту (Diogo de Couto), причиной экспедиции были соображения, что приток золота может поднять португальскую экономику так же, как испанскую поднял приток золота из Америки (азиатские колонии Португалии приносили ей относительно небольшой доход). Баррету было приказано не предпринимать действий значительного характера без совета и соучастия иезуита Франсишку Монкларуша.
Баррету отплыл из Лиссабона 16 апреля 1569 г. на трёх кораблях общим экипажем в 1000 человек. Король заранее присвоил ему титул «Покоритель копей». Первый из кораблей прибыл в Мозамбик в августе 1569 г., сам Баррету прибыл туда 14 марта следующего года, а третий корабль — ещё через несколько месяцев. Хотя Баррету предлагал направиться более лёгким путём, через Софалу, Монкларуш потребовал, чтобы экспедиция шла через Сену — туда, где ранее, в 1561 г., местными жителями был убит другой иезуитский проповедник, Гонсалу да Сильвейра. Поэтому экспедиция направилась в Манику, где, по слухам, существовали копи, через Сену.
В ноябре 1571 г. экспедиция отправилась вверх по реке Куама. Вооружённые и имеющие с собой шахтёрские орудия, португальцы добрались до Сены 18 октября. Баррету направил посланника к императору Монопотамы с просьбой дать позволение напасть на народ монга, чья территория находилась между португальской колонией и копями. Император не только дал разрешение, но и предложил им помощь собственных воинов. Баррету отклонил помощь и сам направился вверх по реке.
Несмотря на превосходство монга в численности, португальцы, вооружённые огнестрельным оружием, нанесли им несколько поражений. Как сообщает Керр, когда правитель монга направил к Баррету посланников с просьбой о мире, Баррету обманул их, показав верблюдов и сказав, что те питаются мясом, так что монга снабдили португальцев говядиной якобы на прокорм верблюдам.
Прежде чем экспедиция смогла двинуться дальше, Баррету был отозван на остров Мозамбик, чтобы ответить на обвинения со стороны Антонио Перейры Брандона (António Pereira Brandão). Губернатор снял Баррету с должности командира форта Сан-Себастьян и вернул в Сену, где находились его люди. К тому моменту многие из них уже заболели тропическими болезнями, а вскоре заболел и сам Баррету, который умер в Сене 9 июля 1573 г. Похоронен в церкви Сан-Лоуренсу в Лиссабоне вместе со своей женой Бритиш ди Атаиде (Brites de Ataíde).

## Омень продолжает поиски
Заместитель Баррету, Васку Фернандиш Омень (порт. Vasco Fernandes Homem) сменил его в должности губернатора и вернулся с остатками команды на побережье. После того, как Монкларуш отправился в Лиссабон, экспедиция в Манику возобновилась по дороге на Софалу. Копи, которые удалось обнаружить, по своим запасам даже далеко не напоминали легендарные золотые горы. После безуспешных поисков иных золотых копей в соседнем королевстве Омень прекратил поиски золота.